# Vrtule třešňová
Vrtule třešňová (Rhagoletis cerasi) je druh řádu dvoukřídlých, obývajíci Evropu (kromě Britských ostrovů) a severní a střední Asii. V roce 2016 byla poprvé pozorována v Severní Americe.
Dospělí jedinci mají délku okolo 4 mm, larvy měří až 6 mm. Hlava je žlutá, tělo černé se žlutými skvrnami, křídla jsou průhledná s čtyřmi tmavými pruhy. Přezimuje zakuklená v půdě.
Je známým škůdcem ovoce (třešně, višně, zimolez a dřišťál). Dospělci létají v květnu a červnu, kdy kladou vajíčka do dozrávajících plodů (jedna samička naklade za život okolo 50 vajíček). Larvy se líhnou po šesti až dvanácti dnech a živí se dužinou, plod pak změkne a odpadne. Za rok vyroste jedna generace.